# Музей Салавата Юлаева
Музей Салавата Юлаева (баш. Салауат Юлаев музейы) — музей Салавата Юлаева, башкирского национального героя, в селе Малояз Салаватского района Республики Башкортостан.

## История и описание
Музей Салавата Юлаева открыт 15 июня 1991 года. Основатели музея: Загидуллин Тархан Сагитович (1927—1998), Сайфуллин Абузар Хакимьянович (1927—1996). Дата основания — 15.09.1965 г.
В основу композиции заложена конструкция башкирской юрты. Здание музея состоит из пяти ярусов-уровней под одной полусферической крышей. Раскинувшиеся по обеим сторонам арочные колонны символизируют открытые пологи, гостеприимно открытый вход в неё. Снаружи стены облицованы белыми плитами. Автор проекта Клемент А. В.
Экспозиция музея рассказывает о судьбе поэта Салавата Юлаева. Представлены предметы убранства башкирские юрты, одежда, орудия труда, утварь; выделены седло и сабля, по преданию, принадлежавшие Салавату. Экспонируются материалы, раскрывающие причины присоединения башкир к Е. И. Пугачеву, отражающие этапы Крестьянской войны 1773—1775 годов.
Представлены сохранившиеся орудия пытки, копии следственных документов. В музее представлены архивные материалы о посл. годах жизни Салавата Юлаева, проведенных на каторге в Рогервике, а также произведения изобразительного искусства. Есть отдел музея в селе Алькино. В фонде филиала музея находится 200 экспонатов.
Музей Салавата Юлаева — историко-биографический музей. Шесть экспозиционных залов рассказывают о национальном герое башкирского народа, Салавате Юлаеве.
В музее представлены живописные картины известных башкирских художников, запечатлевших уголки природы, связанные с именем Салавата, а также варианты образа Салавата, эпизоды из его жизни. Привлекают внимание шесть бронзовых фигур, обрамляющих здание и имеющих символические названия: «Борьба», «Призыв», «Свобода», «Прощание», «Песня», «Память».
Центральное место в экспозиции занимает живописная музейная диорама «Сражение отрядов Е. И. Пугачева и С. Юлаева против корпуса И. И. Михельсона около дер. Киги у реки Ай 3 июня 1774 г.».
Адрес: 452490, республика Башкортостан, Салаватский р-н, село Малояз, ул. Советская, 61-а.
В музее проводятся выставки: «Материальная культура башкирского народа» — Жилище, одежда, обувь, украшения, орудия труда, утварь, предметы домашнего обихода.
- Скульптуры в здании музея
- Картины в здании музея
- Экспонаты музея, произведения Салавата Юлаева
- Экспонаты музея, башкирские музыкальные инструменты
- Экспонаты музея, башкирское жилище
- Экспонаты музея, башкирские воины

## Интересные факты
Архитектор и автор проекта музея в 1992 году были награждены Государственной премией РБ имени Салавата Юлаева.